# Katalin Bársony
Katalin Bársony (31 de diciembre de 1982) es una directora y cineasta húngara más conocida por su serie documental Mundi Romani - El mundo a través de los ojos de los romaníes. También se la considera una activista en temas romaníes.

## Trayectoria
Bársony es doctora en Ciencias de la Comunicación y del Comportamiento por la Universidad Corvinus de Budapest. Es becaria Miegunyah del Victorian College of the Arts de la Universidad de Melbourne. Desarrolló la serie documental Mundi Romani - El mundo a través de los ojos de los gitanos para la cadena de televisión Duna Televízió de Budapest. La serie, con un total de 42 episodios, se grabó en 28 países diferentes y se emitió mensualmente entre 2007 y 2011. 
Se considera la primera serie de televisión que documenta la vida de las comunidades gitanas y ha recibido varios premios, entre ellos el Premio UNESCO al Entendimiento Cultural en 2010. En 2019, dirigió el documental How Far the Stars, que cuenta la historia del pianista de jazz József Balázs. Se proyectó en el Festival de Cine de los Vecinos del Este, entre otros.
Además de su propia actividad cinematográfica, Bársony es la directora ejecutiva de la Fundación Romedia, que se considera una organización de medios de comunicación para los gitanos y, entre otras cosas, ofrece campamentos de verano para jóvenes rominjas centrados en la educación mediática. También es la conservadora de películas de los RomArchives.